# اداره آمار استرالیا
اداره آمار استرالیا (به انگلیسی: Australian Bureau of Statistics) به اختصار ABS تنها سازمان تهیه‌کننده آمار دولتی استرالیا است. این اداره طیف گسترده‌ای از آمار کلیدی در زمینه اقتصاد، محیط زیست و مسائل و مشکلات جامعه را فراهم می‌کند تا در پژوهشها و مطالعات دولتی و تصمیم گیریهای آگاهانه و اطلاع‌رسانی به مردم استفاده شوند. وبگاه ABS اطلاعات خود را به رایگان در اختیار عموم قرار می‌دهد.

## تاریخچه
در سال ۱۹۰۱ میلادی هر ایالت آمار محلی خود را برای استفاده دولت محلی جمع‌آوری می‌کرد. در سال ۱۹۰۵ میلادی اداره آمار و سرشماری دولت مشترک‌المنافع (The Commonwealth Bureau of Census and Statistics) بر اساس قانون آمار و سرشماری استرالیا بنیان‌گذاری شد. این اداره در سال ۱۹۷۵ میلادی منحل و اداره آمار استرالیا جایگزین آن شد.

## اهداف و ارزشهای سازمانی
مأموریت ABS یاری دادن و تشویق سازمانهای دولتی و پژوهشگران در زمینه تصمیم گیریهای آگاهانه و گفتگو بر اساس آمار بین سازمانها و جامعه از طریق تولید آمار و سرشماریهای گوناگون با کیفیت و دقت بالا است.
ارزشهای ABS به موازات همکاری گسترده‌تر با ارزشهای "تامین اجتماعی استرالیا "(Australian Public Service) بوده و دربر گیرندهٔ امانتداری، جامع و متناسب بودن سرویسها و بودن در دسترس همگان، اعتبار فراهم کنندگان و کارکرد حرفه‌ای است.